# Premi Selma Lagerlöf
El Premi Selma Lagerlöf és un premi literari suec que guardona a un escriptor suec. Porta el nom de Selma Lagerlöf, la primera dona que va guanyar el Premi Nobel de Literatura. El premi va ser instaurat per l'Ajuntament de Sunne el 1983 i s'ha entregat anualment des d'un any després. Els guanyadors perceben la quantitat de 100.000 corones sueques i la cerimònia té lloc el dia 13 d'agost.

## Llista de guardonats
- 1984 Birgitta Trotzig
- 1985 Sara Lidman
- 1986 Astrid Lindgren
- 1987 Göran Tunström
- 1988 Lars Ahlin
- 1989 Kerstin Ekman
- 1990 Lars Andersson
- 1991 Lars Gyllensten
- 1992 Tove Jansson
- 1993 Georg Henrik von Wright
- 1994 Stig Claesson
- 1995 Ulla Isaksson
- 1996 Rolf Edberg
- 1997 Per Olov Enquist
- 1998 Göran Palm
- 1999 Kristina Lugn
- 2000 Torgny Lindgren
- 2001 Agneta Pleijel
- 2002 Peter Englund
- 2003 P. C. Jersild
- 2004 Sigrid Combüchen
- 2005 Birgitta Stenberg
- 2006 Lars Jakobson
- 2007 Barbro Lindgren
- 2008 John Ajvide Lindqvist
- 2009 Lars Gustafsson
- 2010 Jan Lööf
- 2011 Ellen Mattson
- 2012 Klas Östergren
- 2013 Kjell Johansson
- 2014 Lotta Lotass
- 2015 Stewe Claeson
- 2016 Sara Stridsberg
- 2017 Lars Norén
- 2018 Carola Hansson
- 2019 Kristina Sandberg
- 2020 Monika Fagerholm
- 2021 Niklas Rådström